# Arthroleptis zimmeri
Arthroleptis zimmeri és una espècie de granota que viu a Ghana.